# Carlantino
Carlantino est une commune italienne de la province de Foggia, dans la région des Pouilles.

## Géographie physique
Carlantino est située sur une colline de la vallée du fleuve Fortore et domine le lac d'Occhito, un des plus grands lacs artificiels d'Europe. La commune, située à l'extrémité ouest de la province de Foggia, confine avec la province de Campobasso, et se trouve à une distance de 58 kilomètres de Foggia et à 42 de Campobasso. Au nord du village, se trouve le mont San Giovanni.

## Administration
| Période                                  | Période | Identité | Étiquette | Qualité |
| ---------------------------------------- | ------- | -------- | --------- | ------- |
|                                          |         |          |           |         |
| Les données manquantes sont à compléter. |         |          |           |         |

### Communes limitrophes
Casalnuovo Monterotaro, Celenza Valfortore, Colletorto, Macchia Valfortore, Sant'Elia a Pianisi.